# Ganglion aorticorenale

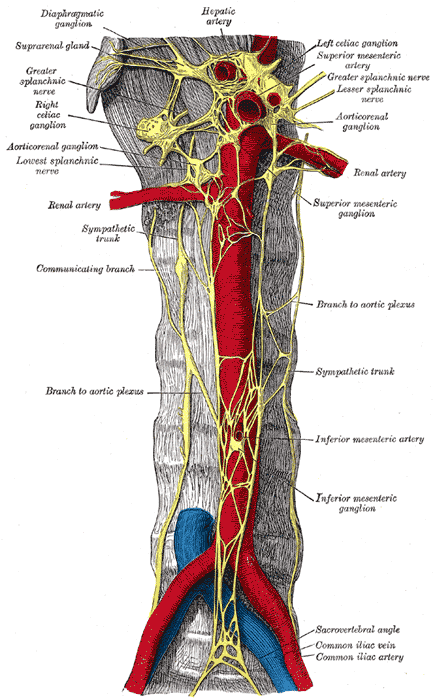
Ganglion aorticorenale (hier auf Englisch als „Aorticorenal ganglion“ zu sehen)

Das Ganglion aorticorenale (Plural: Ganglia aorticorenalia) ist ein paarig angelegter Nervenkoten des Plexus aorticus abdominalis und zählt zu den prävertebralen Ganglien. An jedem der beiden Abgänge der Arteria renalis aus der Bauchaorta liegt ein Ganglion aorticorenale. Ihre präganglionären (d. h. vor dem Ganglion gelegene), sympathischen Fasern erhalten die Ganglia aorticorenalia aus dem Nervus splanchnicus minor, bzw. aus dem Nervus splanchnicus imus. Im Ganglion werden sie dann auf postganglionäre (hinter dem Ganglion gelegene) Fasern umgeschaltet, die zur Bildung des Plexus renalis bzw. des Plexus uretericus und teils auch zum Plexus testicularis beisteuern und zur Innervation der Niere, Nebenniere, des Harnleiters und allgemein nierennaher Abschnitte dienen.